# Кындя, Ромулус
Ромулус Киндя (Ромуил Кинда или Ромул Кандеа; рум. Romulus Cândea; 7 (19) октября 1886, Авриг, район Сибиу (Трансильвания), Румыния — 19 января 1973, там же) — доктор права и философии, профессор, магистр изящных искусств, румынский историк, ректор Черновицкого университета в 1925—1926 учебном году, член-корреспондент Румынской академии наук, примар (городской голова) города Черновцы в 1927—1929 годах, общественный деятель

## Биография
Учился в евангелистском лицее городе Сибиу (1897—1905).
Высшее образование получил на теологическом факультете Черновицкого университета (1905—1909).
В 1911 году в Черновцах защитил докторскую диссертацию по теологии.
Для углубления приобретенных знаний посещал курсы специализации по истории в Берлине (1910—1911) и Лейпциге (стал магистром изящных искусств на факультете истории и философии Лейпцигского университета) (1911—1912).
В 1916 году Р. Киндя получил ученую степень доктора философии.
На протяжении 1915—1919 лет занимал должность профессора духовной семинарии в городе Сибиу.
В 1919 году переехал в Черновцы, где в Черновицком университете стал титулярным профессором всемирной истории церкви теологического факультета (1919—1922), заведующим кафедрой мировой истории Средних веков и современного искусства на факультете литературы и философии в Черновцах (1922—1940).
Избирался деканом факультета литературы и философии в 1923—1924 учебном году и на 1925—1926 учебный год ректором Черновицкого университета.
В 1927—1929 годах работал примаром города Черновцы.
В течение 1940—1947 гг. — профессор всемирной истории факультета литературы и философии университета г. Клуж-Напока (Румыния).
Был членом-основателем Института истории и языка Черновицкого университета; учредителем и руководителем периодического издания «Сучава», почетным членом общества «Православная Академия», сенатором Черновицкого университета.
В 1932 году избран почетным гражданином с. Неполоковцы.
С 1929 член-корреспондент Румынской академии наук.
Умер Ромулус Киндя 19 января 1973 году в родном городе Авриг.

## Публикации
Ромуил Кинда был активным подписчиком периодических изданий: «Glasul Bucovinei» («Голос Буковины», «Candela» («Лампада»), «Junimea literara» («Литературная юность»).
Научные работы:

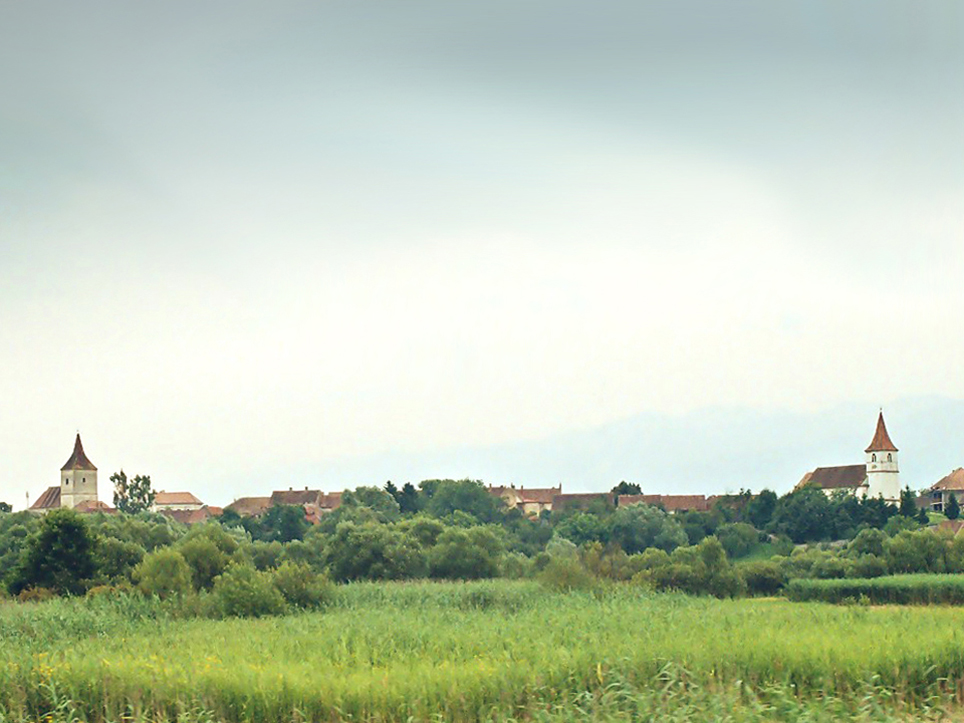
На родине Р. Кинди

- «Католицизм в Молдове в XVII ст.»;
- «Конкордат. Раздел политической истории»;
- «Митрополит Владимир где Репта»;
- «Вступление в исторических исследований»;
- «Реформа высшего образования» и другие.